# Short Stories (revista pulp)
Short Stories fue una revista pulp de ficción estadounidense publicada entre los años 1890 y 1959.

## Orígenes
Short Stories comenzó su existencia como una publicación literaria periódica, con obras de Rudyard Kipling, Émile Zola, Bret Harte, Ivan Turgenev y Anna Katharine Green, entre otros. La revista se promocionaba bajo el lema «Veinticinco historias por veinticinco centavos», aunque después de unos años, sus páginas se dedicaban a la ficción reimpresa.
La revista fue vendida en 1904 y, eventualmente, fue adquirida por Doubleday, Page and Company, que en 1910 transformó a Short Stories en una publicación «pulp de calidad». El nuevo editor de la revista, Harry E. Maule (1886-1971), puso énfasis en plasmar ficción bien escrita; el historiador de revistas pulp Robert Sampson afirma que la revista «Short Stories, al igual que Adventure y Blue Book, se elevaron por encima de la conveniente prosa de las revistas rivales como torres de marfil que se elevan desde un pantano». Bajo la gestión de Maule, ya en 1916 vendía 95 000 ejemplares al mes.
Short Stories fue inicialmente conocido por publicar ficción policial de autores como Max Pemberton, Thomas W. Hanshew y Hugh Pendexter.

## Era pulp
En las décadas de 1920 y 1930, sin embargo, Short Stories fue más conocida por publicar historias del oeste, recibiendo colaboraciones de los escritores más conocidos del género como Clarence E. Mulford, Max Brand, Luke Short, Ernest Haycox, W. C. Tuttle, James B. Hendryx, Barry Scobee, Bertrand William Sinclair y B. M. Bower.
También se incluyó ficción de aventuras, tales como cuentos del noroeste ambientados en Yukón, y aventuras en la Polinesia o en el África subsahariana. Entre los escritores que abordaron el género de las aventuras estuvieron George Allan England, H. Bedford-Jones, Gordon MacCreagh, J. Allan Dunn, L. Patrick Greene (historias ambientadas en África), William Wirt (que relató las hazañas de un mercenario  Jimmie Cordie) y George F. Worts (quien escribió sobre aventuras en la Polinesia).
Los escritores de suspense Edgar Wallace, Sax Rohmer y Dornford Yates también aportaron historias en la revista durante este período, al igual que Vincent Starrett, quien escribió sobre el investigador privado Jimmie Lavender.
Albert Richard Wetjen contribuyó con historias marinas a la revista. Short Stories también publicó un gran número de relatos de aventuras protagonizados por la Legión Extranjera Francesa. Los practicantes de la revista en este subgénero incluyeron a J. D. Newsom (con historias humorísticas sobre los legionarios Mike Curialo y Albert Withers), Georges Surdez, Robert Carse y Bob Du Soe. 
Algunas de las publicaciones seriadas publicadas en Short Stories fueron impresas con posterioridad en tapa dura por Doubleday. Estos incluyeron Jimmie Dale and the Blue Envelope Murder de Frank L. Packard.